# Микільське (Олександрівська селищна громада)
Микі́льське — село Олександрівської селищної громади Краматорського району Донецької області, України. У селі мешкає 286 осіб.
Поблизу села розташований ботанічний заказник місцевого значення Верхньосамарський, площа 168,3 га. Заказник є різнотравно-типчаково-ковиловим степом, де ростуть 5 видів рослин, занесених до Червоної книги України.